# 特許建造學會
特許建造學會（英語：The Chartered Institute of Building）是一個世界性的專業機構，為在建築環境中的建築和房地產專業人士之專業代表。該會的特許會員可以使用指定的MCIOB（正式會員）或FCIOB（會士）頭銜，並可以在通過專業評核後被學會指定為特許建造師（Chartered Builder）或特許建造經理（Chartered Construction Manager）。
特許建造學會是英國建造業議會的正式成員。

## 歷史
特許建造學會於1834年3月6日在倫敦成立（英國皇家建築師協會於同年成立），當時名為建造師協會，並由15名總建造師組成，包括湯瑪斯·邱比特和威廉·丘比特，以抗衡當時英國建造業工會的勢力，並希望：
「通過友好交往、有益的信息交流以及業務上更大的統一性和體面性，維護和促進信譽良好的建築標準」
到1867年，協會改革成為倫敦總建造師協會，共有76名會員。
到了1884年，該協會根據英國《公司法令》註冊為建造師學會（The Institute of Builders），主要目標是「推廣優秀的建築工程和公正、體面的商業行為」。從1886年起，學會在倫敦貝德福德街31-32號設置辦公室，比鄰倫敦總建造師中央協會（Central Association of Master Builders of London）和建造師意外保險公司（Builders' Accident Insurance Company）。
經過一段時間的持續發展，特别是在第二次世界大戰之後的數年間協會重新出發，最後在1965年更名为建造學會（The Institute of Building）。會方在1970年通過了具有更廣泛和更專業性質的新目標，並註冊為一個教育慈善機構。
建造學會在1980年9月25日獲得皇家特許狀 ，並更名為特許建造學會。

## 全球傳播
特許建造學會的總部設在英國，在全球設有分支機構。其中約20% 的成員在海外設有辦事處，遍布全球100多個國家，並在澳大利亞、中國、香港、馬來西亞、新加坡、南非和中東設有辦事處。學會還與多家海外組織簽訂了國際協議以加強業界合作。

## 會籍
特許建造學會在全球擁有超過45000名會員。成員來自在建築環境內工作的多個專業學科，包括客戶、顧問和承包商，以及規管、研究和教育方面的專家。會員分為公司會員和非公司會員。
會員必須按照學會的指導方針，在其整個會員生涯中進行持續專業發展，以保持其專業地位並履行其專業義務。

### 名銜
特許建造學會會員可以在正式場合使用下列指定英文簡稱置於其姓名後：
- 正式會員可使用「MCIOB」。
- 會士可使用「FCIOB」。

學會的會員和會士可以自称为「特許建造師」或「特許建造經理」。 按揭放債人理事會（Council of Mortgage Lenders）認可MCIOB和FCIOB的資歷，這些會員能夠申請按揭放債人理事會專業顧問證書（CML Professional Consultants Certificate）。

### 學院及組別
特許建造學會内設有若干小組和學院，負責各建築行業的專門技術。其中包括：
- 建築與測量學院。
- 建造控制及標準學院。
- 保護、維修及翻新小組

## 教育與研究
特許建造學會在建設行業中製定教育標準，並為正尋求其課程被學會認可的大學和學院制定認證程序。學會在建造業的關鍵問題上進行研究並提供支持。這些研究是學會成員及公眾推動的。

## 行業規範

### 合約表格
學會制訂了多種標準合約格式並為英國建造業廣泛採用，包括：
- 2008年特許建造學會設施管理合約（CIOB Facilities Management Contract, 2008）
- 2004年任命規劃主管的協議 - 服務範圍（Agreement for the appointment of planning supervisor - scope of service, 2004）
- 小型表格式合約
- 小型工程合约
- 複雜工程合約（英语：Complex Projects Contract）[13][14]